# Hippopsis araujoi
Hippopsis araujoi är en skalbaggsart som beskrevs av Martins och Maria Helena M. Galileo 2007. Hippopsis araujoi ingår i släktet Hippopsis och familjen långhorningar. Inga underarter finns listade i Catalogue of Life.